# Harry Hart (lekkoatleta)
Harry Hart, wł. Henry Beltsazer Hart (ur. 2 września 1905 w Harrismith, zm. 10 listopada 1979 w Reitz) – południowoafrykański lekkoatleta, olimpijczyk, czterokrotny mistrz igrzysk Imperium Brytyjskiego.

## Kariera sportowa
Był wszechstronnym lekkoatletą, ale największe sukcesy odnosił w rzutach. Był zgłoszony w pchnięciu kulą i dziesięcioboju na igrzyskach olimpijskich w 1928 w Amsterdamie, ale w nich nie wystąpił.
Zdobył złote medale w pchnięciu kulą (wyprzedzając Roberta Howlanda z Anglii i Charliego Hermana z Kanady) oraz w rzucie dyskiem (przed Hermanem i Abe Zvonkinem, również z Kanady) oraz brązowy medal w rzucie oszczepem (ulegając tylko Stanowi Layowi z Nowej Zelandii i Doralowi Pillingowi z Kanady) na igrzyskach Imperium Brytyjskiego w 1930 w Hamilton. Startował na tych igrzyskach również w biegu na 120 jardów przez płotki (zajął 5. miejsce), w biegu na 440 jardów przez płotki i w rzucie młotem. Na igrzyskach olimpijskich w 1932 w Los Angeles Hart zajął 11. miejsca w pchnięciu kulą i w dziesięcioboju oraz 12. miejsce w rzucie dyskiem, a w rzucie oszczepem nie wystartował.
Ponownie zwyciężył w pchnięciu kulą (przed Howlandem i Kennethem Pridie z Anglii) i w rzucie dyskiem (przed Douglasem Bellem z Anglii i Bernardem Prendergastem z Jamajki, a także zdobył srebrny medal w rzucie oszczepem (za Bobem Dixonem z Kanady, a przed swoim kolegą z reprezentacji Związku Południowej Afryki Johannem Luckhoffem) na igrzyskach Imperium Brytyjskiego w 1934 w Londynie
Był mistrzem Wielkiej Brytanii (AAA) w pchnięciu kulą w 1932 oraz brązowym medalistą w tej konkurencji w 1928. Był również wicemistrzem Wielkiej Brytanii (AAA) w rzucie dyskiem w 1932.
Siedmiokrotnie poprawiał rekord Związku Południowej Afryki w pchnięciu kulą do wyniku 15,72 m, uzyskanego 5 września 1931 w Kapsztadzie, dwukrotnie w rzucie dyskiem do wyniku 44,69 m, osiągniętego 29 września 1931 w Kimberley, raz w rzucie oszczepem (62,36 m, uzyskany 28 października 1932 w Pretorii) i dwa razy w dziesięcioboju (do rezultatu 6799,255 pkt uzyskanego 6 sierpnia 1932 w Los Angeles).

## Późniejsze życie
Był właścicielem hotelu Royal w Reitz, w którym bywało wielu znanych ludzi ze świata filmu, m.in. Douglas Fairbanks, Errol Flynn, Clark Gable, Johnny Weissmuller, Blackie Swart. Esther Williams i Maureen O’Sullivan.